# BIG LOVE (アンジュルムのアルバム)
『BIG LOVE』（ビッグ・ラブ）は、2023年3月22日にアップフロントワークス（hachamaレーベル）から発売されたアンジュルムの2枚目のオリジナルアルバム。

## 概要
- Blu-ray Disc付属の初回生産限定盤A・Bと通常盤の3形態で発売。
  - 初回生産限定盤Aでは、2019年11月20日発売のシングル「私を創るのは私/全然起き上がれないSUNDAY」以降のミュージック・ビデオ（ソロ除く）、Dance Shot Ver、TV-SPOT及びジャケット撮影メイキング映像を収録したBlu-ray Disc、フォトブック、三方背・デジパック仕様・トールケースサイズを付属。
  - 初回生産限定盤Bでは、2022年12月29日にアンジュルムが出演した「COUNTDOWN JAPAN 22/23」(幕張メッセ国際展示場)のライブ映像を収録したBlu-ray Discを付属。
- 本作は8期メンバー橋迫鈴、9期メンバー川名凜・為永幸音・松本わかな、10期メンバー平山遊季初参加作品であり、また、2期メンバーの竹内朱莉にとっては最後の参加オリジナルアルバムである[6]。
- 10人体制でのアルバムだが、アルバム用に用意された新曲以外の既発曲には中西香菜・室田瑞希・笠原桃奈・船木結・太田遥香在籍時の曲も含まれている。
- ジャケットには竹内による書き下ろしの「愛」の文字が使用されている[7]。

## 収録曲

### Disc.1
1. 私を創るのは私
作詞：井筒日美、作曲・編曲：KOUGA
27thシングル。
2. 全然起き上がれないSUNDAY
作詞・作曲：つんく、編曲：江上浩太郎
27thシングル。
3. 明晩、ギャラクシー劇場で
作詞：shungo.、作曲：星部ショウ、編曲：鈴木俊介
27thシングルの通常盤Bに収録されたAdditional Track。
4. 限りあるMoment
作詞：井筒日美、作曲・編曲：オオヤギヒロオ
28thシングル。
5. ミラー・ミラー
作詞：児玉雨子、作曲：Shusui、Anders Dannvik、Kalle、編曲：平田祥一郎
28thシングル。
6. SHAKA SHAKA TO LOVE
作詞：児玉雨子、作曲：星部ショウ、編曲：鈴木俊介
2020年12月24日より配信限定でリリースされていた楽曲。
7. はっきりしようぜ
作詞・作曲：根本要、編曲：鈴木俊介
29thシングル。
8. 泳げないMermaid
作詞：井筒日美、作曲：星部ショウ、編曲：平田祥一郎
29thシングル。
9. 愛されルート A or B?
作詞：山崎あおい、作曲・編曲：山崎真吾
29thシングル。
10. SHAKA SHAKA #2 LOVE カラフルライフ編
作詞：児玉雨子、作曲：星部ショウ、編曲：大久保薫
2021年9月1日より配信限定でリリースされていた楽曲。
11. 愛・魔性
作詞：井筒日美、作曲：エリック・フクサキ、編曲：大久保薫
30thシングル。
12. ハデにやっちゃいな!
作詞・作曲：山崎あおい、編曲：田中直
30thシングル。
13. 愛すべきべき Human Life
作詞・作曲：堂島孝平、編曲：鈴木俊介
30thシングル。
14. 悔しいわ
作詞・作曲：中島卓偉、編曲：鈴木俊介
31stシングル。
15. Piece of Peace〜しあわせのパズル〜
作詞：星部ショウ、作曲：Shusui、Josef Melin、編曲：Josef Melin
31stシングル。

### Disc.2
1. Survive～生きてく為に夢を見んだ
作詞・作曲：イイジマケン、編曲：炭竃智弘
2. ぶっ壊したい
作詞・作曲：中島卓偉、編曲：近藤圭一
3. 23時のペルソナ
作詞：児玉雨子、作曲：大橋莉子、編曲：平田祥一郎
4. 根っからプレイボーイ
作詞・作曲・編曲：徳田光希
  - 歌：竹内朱莉・川村文乃・為永幸音・平山遊季
5. Top!
作詞・作曲・編曲：山崎あおい
  - 歌：佐々木莉佳子・上國料萌衣・川名凜
6. Sister Sister
作詞：児玉雨子、作曲：Simon Janlov、 MLC、Lisa Desmond、編曲：Simon Janlov
7. まぁ、いっか!
作詞：星部ショウ、作曲：Shusui、Josef Melin、編曲：Josef Melin
  - 歌：伊勢鈴蘭・橋迫鈴・松本わかな
8. Forever Friend
作詞：イイジマケン、作曲：イイジマケン、炭竃智弘、編曲：炭竈智弘

### 初回生産限定盤A（特典BD）
1. 私を創るのは私(Music Video)
2. 私を創るのは私(Dance Shot Ver.)
3. 私を創るのは私(Close-up Ver.)
4. 全然起き上がれないSUNDAY(Music Video)
5. 全然起き上がれないSUNDAY(Dance Shot Ver.)
6. 全然起き上がれないSUNDAY(Close-up Ver.)
7. 限りあるMoment(Music Video)
8. 限りあるMoment(Dance Shot Ver.)
9. 限りあるMoment(Dance Close-up Ver.)
10. ミラー・ミラー(Music Video)
11. ミラー・ミラー(Dance Shot Ver.)
12. ミラー・ミラー(Close-up Ver.)
13. SHAKA SHAKA TO LOVE(Music Video)
14. はっきりしようぜ(Music Video)
15. はっきりしようぜ(Dance Shot Ver.)
16. はっきりしようぜ(Close-up Ver.)
17. 泳げないMermaid(Music Video)
18. 泳げないMermaid(Dance Shot Ver.)
19. 泳げないMermaid(Close-up Ver.)
20. 愛されルート A or B?(Music Video)
21. 愛されルート A or B?(Dance Shot Ver.)
22. 愛されルート A or B?(Close-up Ver.)
23. 愛されルート A or B?(Studio Ver.)
24. 愛されルート A or B?(Outside Ver.)
25. SHAKA SHAKA #2 LOVE カラフルライフ編(Music Video)
26. 愛・魔性(Music Video)
27. 愛・魔性(Dance Shot Ver.)
28. 愛・魔性(Close-up Ver.)
29. ハデにやっちゃいな!(Music Video)
30. ハデにやっちゃいな!(Dance Shot Ver.)
31. ハデにやっちゃいな!(Close-up Ver.)
32. 愛すべきべき Human Life (Music Video)
33. 愛すべきべき Human Life(Dance Shot Ver.)
34. 愛すべきべき Human Life(And you? Ver.)
35. 悔しいわ(Music Video)
36. 悔しいわ(Dance Shot Ver.)
37. 悔しいわ(Close-up Ver.)
38. Piece of Peace〜しあわせのパズル〜(Music Video)
39. Piece of Peace〜しあわせのパズル〜(Dance Shot Ver.)
40. Piece of Peace〜しあわせのパズル〜(Close-up Ver.)

#### 特典映像1
1. 私を創るのは私(TV-SPOT 15秒)
2. 私を創るのは私(TV-SPOT 30秒)
3. 全然起き上がれないSUNDAY(TV-SPOT 15秒)
4. 全然起き上がれないSUNDAY(TV-SPOT 30秒)
5. 限りあるMoment(TV-SPOT 15秒)
6. 限りあるMoment(TV-SPOT 30秒)
7. ミラー・ミラー(TV-SPOT 15秒)
8. ミラー・ミラー(TV-SPOT 30秒)
9. はっきりしようぜ(TV-SPOT 15秒)
10. はっきりしようぜ(TV-SPOT 30秒)
11. 泳げないMermaid(TV-SPOT 15秒)
12. 泳げないMermaid(TV-SPOT 30秒)
13. 愛されルート A or B?(TV-SPOT 15秒)
14. 愛されルート A or B?(TV-SPOT 30秒)
15. 愛・魔性(TV-SPOT 15秒)
16. 愛・魔性(TV-SPOT 30秒)
17. ハデにやっちゃいな!(TV-SPOT 15秒)
18. ハデにやっちゃいな!(TV-SPOT 30秒)
19. 愛すべきべき Human Life(TV-SPOT 15秒)
20. 愛すべきべき Human Life(TV-SPOT 30秒)
21. 悔しいわ(TV-SPOT 15秒)
22. 悔しいわ(TV-SPOT 30秒)
23. Piece of Peace〜しあわせのパズル〜(TV-SPOT 15秒)
24. Piece of Peace〜しあわせのパズル〜(TV-SPOT 30秒)

#### 特典映像2
1. ジャケット撮影メイキング映像

### 初回生産限定盤B（特典BD COUNTDOWN JAPAN 22/23（12月29日 幕張メッセ国際展示場））
1. OPENING
2. 出すぎた杭は打たれない
3. ドンデンガエシ
4. ドキュメント
5. MC
6. 赤いイヤホン
7. マナーモード
8. ドキュメント
9. 悔しいわ
10. 46億年LOVE
11. ドキュメント
12. 大器晩成
13. ドキュメント

## リリース日一覧
| 地域 | リリース日    | レーベル               | 規格                                              | カタログ番号                      |
| ---- | ------------- | ---------------------- | ------------------------------------------------- | --------------------------------- |
| 日本 | 2023年3月22日 | hachama/UP-FRONT WORKS | 2CD（アルバム）+Blu-ray                           | HKCN-50750/1/2（初回生産限定盤A） |
| 日本 | 2023年3月22日 | hachama/UP-FRONT WORKS | 2CD（アルバム）+Blu-ray                           | HKCN-50753/4/5（初回生産限定盤B） |
| 日本 | 2023年3月22日 | hachama/UP-FRONT WORKS | 2CD（アルバム）                                   | HKCN-50756/7（通常盤）            |
| 日本 | 2023年3月22日 | hachama/UP-FRONT WORKS | ダウンロードアルバム （LC-AAC）                   | HKCN-50756-7                      |
| 日本 | 2023年3月22日 | hachama/UP-FRONT WORKS | ハイレゾダウンロードアルバム （FLAC 96kHz/24bit） |                                   |

## 参加メンバー
- 2期：中西香菜、竹内朱莉
- 3期：室田瑞希、佐々木莉佳子
- 4期：上國料萌衣
- 5期：笠原桃奈
- 6期：船木結、川村文乃
- 7期：太田遥香、伊勢鈴蘭
- 8期：橋迫鈴
- 9期：川名凜、為永幸音、松本わかな
- 10期：平山遊季